# Polygonatum azegamii
Polygonatum azegamii är en sparrisväxtart som först beskrevs av Jisaburo Ohwi, och fick sitt nu gällande namn av Minoru N. Tamura. Polygonatum azegamii ingår i släktet ramsar, och familjen sparrisväxter. Inga underarter finns listade i Catalogue of Life.